# Band Geeks
«Band Geeks» (titulado «La Banda de Tontos» en Hispanoamérica y «Banda Geeks» en España) es el segundo segmento del episodio quince de la segunda temporada de la serie de televisión animada estadounidense Bob Esponja, emitido por primera vez en Nickelodeon en los Estados Unidos el 7 de septiembre de 2001. Fue escrito por C. H. Greenblatt, Aaron Springer y Merriwether Williams, y la animación fue dirigida por Frank Weiss. Springer actuó como director y Greenblatt se desempeñó como artista del guion gráfico.
La trama sigue a Calamardo, quien recluta a los ciudadanos del Fondo de Bikini para tocar en una banda de música para el Bubble Bowl. El capítulo recibió elogios generalizados, y muchos fanáticos y críticos lo consideraron el mejor de toda la serie. Ganó el premio a la Mejor Edición de Sonido en Televisión – Animación en los Golden Reel Awards de 2002.

## Trama
Calamardo Tentáculos recibe una llamada de su adinerado excompañero de clase y rival de la escuela secundaria, Calamarino Elegante, quien ha tenido éxito en todo lo que Calamardo ha fallado, incluida la música. Calamarino le revela a él que se ha convertido en el líder de una banda programada para tocar en un lugar llamado Bubble Bowl, pero estará ocupado en ese momento y no podrá asistir. Calamarino sugiere burlonamente que la banda de Calamardo debería sustituir a la suya en el Bubble Bowl, creyendo correctamente que no tiene ninguna. Sin embargo, Calamardo insiste desafiante en que tiene una banda y acepta el desafío. Reúne una gran banda de música compuesta por varios residentes de Fondo de Bikini.
Durante su semana de entrenamiento, la banda se desempeña constantemente mal y no logra mejorar en absoluto. En el último día de práctica, los miembros del grupo comienzan a insultarse y culparse unos a otros por su mala actuación, lo que provoca una gran pelea caótica. Cuando termina la clase, los miembros se calman instantáneamente y comienzan a salir del edificio. Antes de irse, Calamardo aparece afuera, expresa su decepción por ellos, les dice abatido que no actúen y se va a casa, angustiado por su fracaso. Sin embargo, Bob Esponja convence a los otros miembros de la banda para que sigan adelante con la actuación por el bien de Calamardo, y él toma el mando de su entrenamiento.
El día del concierto, Calamarino aparece en la entrada del lugar, donde Calamardo afirma que su banda «murió en un accidente de marcha». La banda llega de inmediato y él continúa de mala gana con la actuación. Entran en el Bubble Bowl, una gran cúpula de cristal que los eleva a un estadio de fútbol de acción real lleno de fanáticos humanos. Para sorpresa de Calamardo, el grupo tiene un gran éxito, tocando «Sweet Victory» para la multitud. Calamarino entra en estado de shock y se desmaya, dejando a Calamardo para dirigir triunfalmente y celebrar.

## Producción
«Band Geeks» fue dirigida por Aaron Springer y escrita por Springer, C. H. Greenblatt y Merriwether Williams. Frank Weiss se desempeñó como director de animación y Greenblatt trabajó como artista de guion gráfico. Los escritores comenzaron a laborar en el episodio con la idea de un rival. Williams dijo: «Siempre quisimos hacer un programa rival, y creo que intentamos hacerlo para Bob Esponja, y no funcionó. Así que se nos ocurrió un adversario para Calamardo y, en cierto modo es su historia, y Bob Esponja y Patricio están por ahí». El concepto de tener una banda no se concretó. Williams comentó: «He olvidado quién estaba en el grupo. Yo no estaba en una banda, pero creo que tal vez Doug Lawrence estaba en una. Creo que Stephen Hillenburg también estuvo en una».
La música utilizada en el segmento en el que la agrupación de Calamardo está tocando mientras baja por la calle era obra de Nick Carr, el editor musical de la serie. Encontró una pieza de ritmo del grupo de marcha que era una banda que intencionadamente tocaba mal, pero el diseñador de sonido Jeff Hutchins dijo: «Todavía se podía discernir la melodía». Hutchins pensó: «Bueno, vayamos un paso más allá. ¿Y si ni siquiera supieran tocar sus instrumentos, por no hablar de una melodía?». Llevó su grabadora DAT portátil a una tienda minorista de artefactos musicales y conoció a dos hombres que trabajaban en el muelle de carga, embalaje y lo enviamos. Hutchins hizo que las dos personas tocaran terriblemente la mayoría de los instrumentos. Me dijo: «Conseguí que estos dos tipos chirriaran, sonaran y graznaran en la mayoría de los instrumentos que vendían».

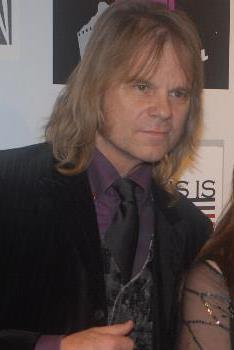
La canción de David Glen Eisley «Sweet Victory» apareció en el episodio.

Al volver al estudio con los efectos de sonido, construyó una banda de música, con un instrumento a la vez. Hutchins dijo: «No estaban en ningún tono y no tenían ritmo alguno. Cuando las oías, sólo tenías que decir "¡Ay!"». Presentó los efectos sonoros al creador Hillenburg para que los revisara. Él lo rechazó y dijo que «era demasiado exagerado». Según Hutchins, «mucho esfuerzo para algo que sólo dura quince segundos en pantalla. En este caso, nunca llegó a emitirse».
Cuando el artista Greenblatt, junto con los escritores, estaba haciendo el guion gráfico de «Band Geeks», pensaron en «un gran número» al final, en el que todo el mundo se uniera para apoyar a Calamardo. Greenblatt comenta: «El esquema de la historia pedía que fuera una gran secuencia del grupo, y normalmente ayuda tener el tema de antemano para abordarla, así que empezamos a buscar por ahí». Los escritores pudieron encontrarla, ya que Nickelodeon dispone de una biblioteca de libre de regalías. Escucharon varias melodías del agrupaciones. Sin embargo, Greenblatt dijo: «Cuanto más oíamos, menos gracia nos hacía que la final fuera sólo ellos tocando bien la música de la banda de música».
La canción «Sweet Victory» de David Glen Eisley destacó sobre las demás de la biblioteca. Greenblatt dijo: «Era diferente de lo que buscábamos, pero era tan increíble que sabíamos que teníamos que usarla. Así que abordamos la secuencia con la música, y nos pareció un final tan mejor que cualquier otra que hubiéramos podido escribir por nuestra cuenta». Los escritores le dieron una toma de cuadro congelado para el final. La parte favorita de él fueron los dibujos del director Springer de Patricio en la batería eléctrica y Bob Esponja diciendo: «Es la emoción de una muerte más» —un extracto de la canción—. La multitud de acción en vivo de Bubble Bowl es una combinación de imágenes de un juego de United States Football League con los Memphis Showboats y los Tampa Bay Bandits el 16 de junio de 1984, y imágenes filmadas específicamente para el episodio.

## Lanzamiento
«Band Geeks» se emitió por primera vez en Nickelodeon en los Estados Unidos el 7 de septiembre de 2001, con una calificación parental TV-Y. Se lo incluyó en la compilación para DVD titulada SpongeBob SquarePants: Halloween el 27 de agosto de 2002, y en SpongeBob SquarePants: Home Sweet Pineapple publicada el 4 de enero de 2005. También se lo insertó en SpongeBob SquarePants: The Complete 2nd Season lanzado el 19 de octubre de 2004. El 22 de septiembre de 2009, figuró en SpongeBob SquarePants: The First 100 Episodes, que compila todos los episodios de la temporada uno a la cinco.

## Recepción
«Band Geeks» recibió elogios generalizados tanto de los fanáticos como de la crítica. Tras su lanzamiento, estuvo premiado y galardonado en los Golden Reel Awards 2002 como Mejor Edición de Sonido en Televisión - categoría de Animación. Tom Kenny, el actor de voz del protagonista, lo considera uno de sus episodios favoritos. En una reseña de 2009, Michael Cavna de The Washington Post lo ubicó en el puesto número cinco en su lista «The Top Five SpongeBob Episodes: We Pick 'Em». En su opinión, «la mezcla de aspiración artística de Calamardo frente a la intimidación, la humillación y la implacable sub-mediocridad hizo de este un capítulo para niños que los adultos pueden experimentar a otro nivel». The Guardian lo clasificó como el segundo mejor del programa, junto a «Krusty Krab Training Video». Jordan Moreau, Katcy Stephan y David Viramontes de Variety lo catalogaron como el mejor. Elogiaron la actuación de Bubble Bowl y afirmaron que «construye hacia ese momento a través de uno repleto de gags visuales tras gags visuales».
Emily Estep de WeGotThisCovered.com lo consideró como el cuarto mejor, explicando que «la mayoría de los chistes en "Band Geeks" se centran en la sombría existencia de Calamardo, pero también está lleno de frases de una sola línea de y sobre cada uno de los personajes del programa, como la línea "Estas garras no son sólo para atraer pareja" de Mr. Krabs a punto de pelear, y cuando Calamardo dice: "No, Patricio, la mayonesa no es un instrumento", en respuesta a una pregunta inevitable de la estúpida estrella». Andres Rodriguez de BuzzFeed  lo llamó «El mejor episodio de la serie». Citó quince razones por las que ha sido el mejor. «Band Geeks» fue uno de los elegidos por los espectadores en Nick.com en el evento «The Best Day Ever Marathon» celebrado en 2006. En 2012, Nickelodeon en el Reino Unido lanzó un evento llamado «SpongeBob's Top 100», donde los telespectadores pueden votar en Nick.co.uk por su capítulo favorito. Con más de 160 000 votos emitidos, resultó ganador.

## Impacto
La canción destacada «Sweet Victory» se lanzó más tarde en el álbum de banda sonora de la serie SpongeBob SquarePants: The Yellow Album el 15 de noviembre de 2005. Pasó de ser una pista musical de producción en gran parte desconocida, a vender 300 000 de descargas de iTunes en un año después de su exposición en el programa.
Tras la muerte del creador de la serie Stephen Hillenburg el 26 de noviembre de 2018, se creó una petición en Change.org que solicitaba que la NFL le rindiera homenaje tocando la canción durante el espectáculo de medio tiempo del Super Bowl LIII. Para el 11 de enero de 2019, la petición recibió más de 1,1 millones de firmas. El 12 de diciembre de 2018, el Mercedes-Benz Stadium, el estadio anfitrión, publicó una escena del episodio en su cuenta oficial de Twitter, insinuando un posible éxito de los esfuerzos de la petición. El 13 de enero, el acto principal, Maroon 5, también lanzó un video teaser con un clip de Bob Esponja, lo que fomentó la especulación.
Durante el espectáculo de medio tiempo del 3 de febrero, se utilizó un breve clip de Calamardo y un fragmento de la escena de la actuación en el Bubble Bowl para anunciar al cantante invitado Travis Scott, a quien Calamardo describió como «un verdadero genio musical que no necesita presentación». Muchos usuarios de las redes sociales criticaron que no se incluyera «Sweet Victory» y encontraron que el breve segmento animado era un tributo inadecuado a Hillenburg. CBS News informó que la respuesta de los fanáticos de la serie fue mixta y señaló la respuesta positiva de la cuenta oficial de Twitter del programa animado. A pesar de la recepción mixta, las transmisiones bajo demanda de la música aumentaron un 566 % después del Super Bowl, pasando de 46 000 transmisiones del 1 al 2 de febrero a 310 000 del 3 al 4 de febrero. Esto llevó a la pista a entrar en la lista de Rock Songs de Estados Unidos de Billboard en el número veintitrés y en la lista de ventas digitales para niños en el número dos, justo debajo de «Baby Shark» de Pinkfong. El día después del partido, la página de Twitter de los Dallas Stars subió una versión modificada de la secuencia completa de «Sweet Victory», en la que los uniformes de la banda se cambiaron de rojo a verde para combinar con los colores de los Stars, con el título «El espectáculo de medio tiempo del #SuperBowl que los fanáticos merecen». El video se había mostrado previamente durante su juego del 1 de febrero contra Minnesota Wild.
Durante el especial de cuenta regresiva de SpongeBob SportsPants, antes del enfrentamiento comodín de la NFL en Nickelodeon entre los Chicago Bears y los New Orleans Saints, la secuencia de «Sweet Victory» ha sido la número uno en la cuenta regresiva. Varias estrellas de la NFL aparecen durante la secuencia. En febrero de 2021, el clip de Bob Esponja interpretando la música del episodio apareció en el comercial del Super Bowl LV para promover el lanzamiento del servicio de transmisión Paramount+ de ViacomCBS, mientras varios personajes del perfil alcanzaban la cima de la Paramount Mountain. El comercial y su uso recibieron una recepción positiva, y muchos creyeron su inclusión se hizo para compensar la falta de inclusión en el espectáculo de medio tiempo dos años antes. Antes de su transmisión alternativa del Super Bowl LVIII, Nickelodeon usó la canción para iniciar la transmisión del juego.